# I Was Born To Love You (album)
I Was Born To Love You is een soloalbum van de Amerikaanse singer-songwriter Eric Carmen, zanger van The Raspberries, uit 2000.

## Tracklist
1. "I Was Born to Love You" (4:31)
2. "Someone That You Loved Before" (4:03)
3. "Every Time I Make Love to You" (5:28)
4. "Cartoon World" (4:35)
5. "Almost Paradise" (4:25)
6. "Top Down Summer" (3:31)
7. "Isn't It Romantic" (3:59)
8. "I Could Really Love You" (3:10)
9. "I Wanna Take Forever Tonight" (4:18)
10. "Walk Away Renée" (2:41) (Cover van The Left Banke)